# Wilhelm Huberts (labdarúgó, 1938)
Wilhelm Huberts (Voitsberg, 1938. február 22. – 2022. március 6.) válogatott osztrák labdarúgó, középpályás, edző.

## Pályafutása

### Klubcsapatban
1955 és 1960 között a Grazer AK labdarúgója volt. 1961–62-ben az amerikai New York Hungarians, 1962-ben az olasz AS Roma, 1963 és 1970 között a nyugatnémet Eintracht Frankfurt csapatában szerepelt. 1970–71-ben az Austria Wien, 1971 és 1975 között ismét a Grazer AK játékosa volt. 1971-ben az Austria csapatával osztrákkupa-győztes lett.

### A válogatottban
1959–60-ban négy alkalommal szerepelt az osztrák válogatottban és egy gólt szerzett.

### Edzőként
A Kapfenberger SV, majd a DSV Leoben csapatánál dolgozott edzőként. 1976 és 1978 között a LASK vezetőedzője volt.

## Sikerei, díjai
Austria Wien
- Osztrák kupa
  - győztes: 1971

## Statisztika

### Mérkőzései a válogatottban
| Ausztria | Ausztria             | Ausztria                 | Ausztria | Ausztria | Ausztria      | Ausztria      | Ausztria | Ausztria |
| #        | Dátum                | Helyszín                 | Hazai    | Eredmény | Vendég        | Kiírás        | Gólok    | Esemény  |
| -------- | -------------------- | ------------------------ | -------- | -------- | ------------- | ------------- | -------- | -------- |
| 1.       | 1959. május 24.      | Brüsszel, Heysel stadion | Belgium  | 0 – 2    | Ausztria      | barátságos    | 1        | 55'      |
| 2.       | 1959. június 14.     | Bécs, Práter-stadion     | Ausztria | 4 – 2    | Belgium       | barátságos    | -        |          |
| 3.       | 1959. szeptember 23. | Bécs, Práter-stadion     | Ausztria | 5 – 2    | Norvégia      | NEK-selejtező | -        |          |
| 4.       | 1960. március 27.    | Bécs, Práter-stadion     | Ausztria | 2 – 4    | Franciaország | NEK-selejtező | -        |          |
|          | Összesen             |                          |          | 4        | mérkőzés      |               | 1        | gól      |